# Takayoshi Amma
Takayoshi Amma (jap. 安間 貴義 Anma Takayoshi; ur. 23 maja 1969) – japoński piłkarz występujący na pozycji pomocnika.

## Kariera piłkarska
Od 1992 do 2001 roku występował w Honda FC.

## Kariera trenerska
Po zakończeniu piłkarskiej kariery pracował jako trener w Honda FC, Ventforet Kōfu, Kataller Toyama, FC Tokyo U-23 i F.C. Tokyo.